# Love Is a Losing Game
Love Is a Losing Game – singel brytyjskiej piosenkarki soulowej Amy Winehouse, pochodzący z płyty Back to Black. Premiera singla miała miejsce 7 grudnia 2007, nakładem wydawnictwa muzycznego Island Records. 
Utwór dotarł do 46. miejsca angielskiej listy UK Singles Chart.

## Lista utworów
Opracowano na podstawie materiału źródłowego.
1. „Love Is a Losing Game” – 2:37
2. „Love Is a Losing Game” (Kardinal Beats Remix) – 3:24
3. „Love Is a Losing Game” (Moody Boyz Original Ruffian Badboy Remix) – 7:16
4. „Love Is a Losing Game” (Truth and Soul Remix) – 3:58

## Nagrody
| Rok  | Nagroda             | Kategoria                         | Tytuł                   | Wynik   |
| ---- | ------------------- | --------------------------------- | ----------------------- | ------- |
| 2008 | Ivor Novello Awards | Best Song Musically and Lyrically | „Love Is a Losing Game” | Wygrana |